# Echeklos (syn Agenora)
Echeklos (Ἔχεκλος) – wojownik wymieniony w Iliadzie [Hom. Il. XX, 473]. Był synem Agenora, został zabity przez Achillesa. Wzmiankuje o nim także Pauzaniasz [Paus. X, 27]. W Iliadzie pojawia się także Trojanin o tym samym imieniu [XVI, 692]. Homer pisze o Echeklosie:

Wtedy Achilles Muliosa
Włócznią pchnął w ucho. Przez drugie ucho na wskroś się przedarło
ostrze spiżowe. Więc syna znów Agenora, Echekla,
mieczem pchnął o rękojeści srebrzystej w sam środek głowy.
Przeł. Kazimiera Jeżewska